# Laura (film 2010)
Laura – polski film z 2010 roku. Film jest produkcją telewizji TVN i jest to trzeci film, który pochodzi z cyklu Prawdziwe historie.
Film opowiada o tragedii w kopalni Halemba, która wydarzyła się w lutym 2006 roku.

## Opis fabuły
Zbyszek Nowak wbrew górniczej tradycji nie pracuje jako górnik. Z tego powodu jest skłócony ze swoim ojcem. Najważniejszą osobą dla Zbyszka jest córka, Laura, którą kocha ponad życie. Pewnego dnia okazuje się, że dziewczynka ma poważną wadę serca. Żona mężczyzny, Marlena, aby być przy dziecku, rezygnuje z pracy. Sytuacja finansowa rodziny staje się bardzo trudna. Zbyszek postanawia więc wrócić do pracy w kopalni. Wkrótce dochodzi do tragedii. Nowak zostaje uwięziony pod ziemią. Mimo niewielkich szans na przeżycie mężczyzna nie poddaje się. Rozpoczyna się dramatyczna akcja ratunkowa.

## Obsada
- Krzysztof Respondek – Zbyszek Nowak
- Sonia Bohosiewicz – Marlena Nowak, żona Zbyszka
- Julia Kornacka – Laura Nowak, córka Marleny i Zbyszka
- Marian Dziędziel – Hans Nowak, ojciec Zbyszka
- Krzysztof Pluskota - Paweł Nowak, brat Zbyszka
- Anna Seniuk – teściowa Zbyszka
- Jacenty Jędrusik – teść Zbyszka
- Wiesław Nowak - dyrektor Kolasa
- Andrzej Warcaba - zastępca dyrektora
- Adam Myrczek - sztygar Kozłowski
- Grzegorz Stasiak - Zenek Barglik
- Marcin Szaforz - Adam Banek
- Paulina Napora - Halina
- Artur Święs - doktor Karol
- Bernard Krawczyk - ksiądz
- Jerzy Cnota - kościelny
- Anna Kadulska - kadrowa
- Dorota Bochenek - sprzedawczyni
- Zbigniew Nowak - górnik